# SNCF B 81500
Die Triebwagen der Reihe B 81500, auch BGC genannt, sind die Zweikraftversion des autorail à grande capacité (AGC).

## Beschreibung
Im Jahr 2002 gewann Bombardier die Ausschreibung für die autorail à grande capacité, welche die bisherigen lokbespannten TER ablösen. Diese Triebzugserie ist die bisher größte Einzelbestellung in der Geschichte der SNCF. Nur die folgenden neuen Züge des Typs Régiolis und Bombardier Régio2N wurden in noch größerer Stückzahl bestellt (Auslieferung ab 2013). Die »Autorail à grande capacité« wurden in drei weiteren Versionen beschafft: als Zweisystemfahrzeuge Z 27500 für 1,5 kV Gleich- und 25 kV Wechselspannung bei 50 Hz (ZGC), als Dieseltriebwagen X 76500 (XGC) und als Zweikraft- und Zweisystemausführung B 82500 für 1,5 kV Gleich- und 25 kV Wechselspannung mit zusätzlichem Dieselantrieb (BBGC/BiBi).
Die B 81500 wurden drei- und vierteilig beschafft. Bei der SNCF sind 59 vier- und 126 dreiteilige Züge im Einsatz.
Die B 81500 sind auf elektrifizierten und auf nichtelektrifizierten Strecken einsetzbar, wobei Fahrleitungsbetrieb nur unter 1,5 kV Gleichspannung möglich ist. Die sehr ähnlichen Fahrzeuge der Baureihe B 82500, können auch im mit Wechselspannung von 25 kV bei 50 Hz elektrifizierten Netz elektrisch fahren. Die Gleichspannungszweikraftwagen wurden durch die Regionen Aquitanien, Burgund, Centre-Val de Loire, Languedoc-Roussillon, Limousin, Midi-Pyrénées, Provence-Alpes-Côte d’Azur, Poitou-Charentes und Rhône-Alpes für den Einsatz als TER bestellt. In diesen Regionen sind bislang nur die Hochgeschwindigkeitsstrecken mit 25 kV elektrifiziert, was die Wechselspannungsausrüstung entbehrlich macht.

## Stationierung
- Bordeaux TER Aquitaine (27 Züge: 7. Juni 2011)
- Dijon-Perrigny TER Bourgogne (37 Züge: 7. Juni 2011)
- Limoges TER Limousin (12 Züge: 7. Juni 2011)
- Lyon-Vaise TER Rhône-Alpes (42 Züge: 7. Juni 2011)
- Marseille-Blancarde TER Provence-Alpes-Côte d’Azur (36 Züge: 7. Juni 2011)
- Saintes TER Poitou-Charentes (13 Züge: 7. Juni 2011)
- Toulouse TER Midi-Pyrénées (18 Züge: 7. Juni 2011)

## Bilder

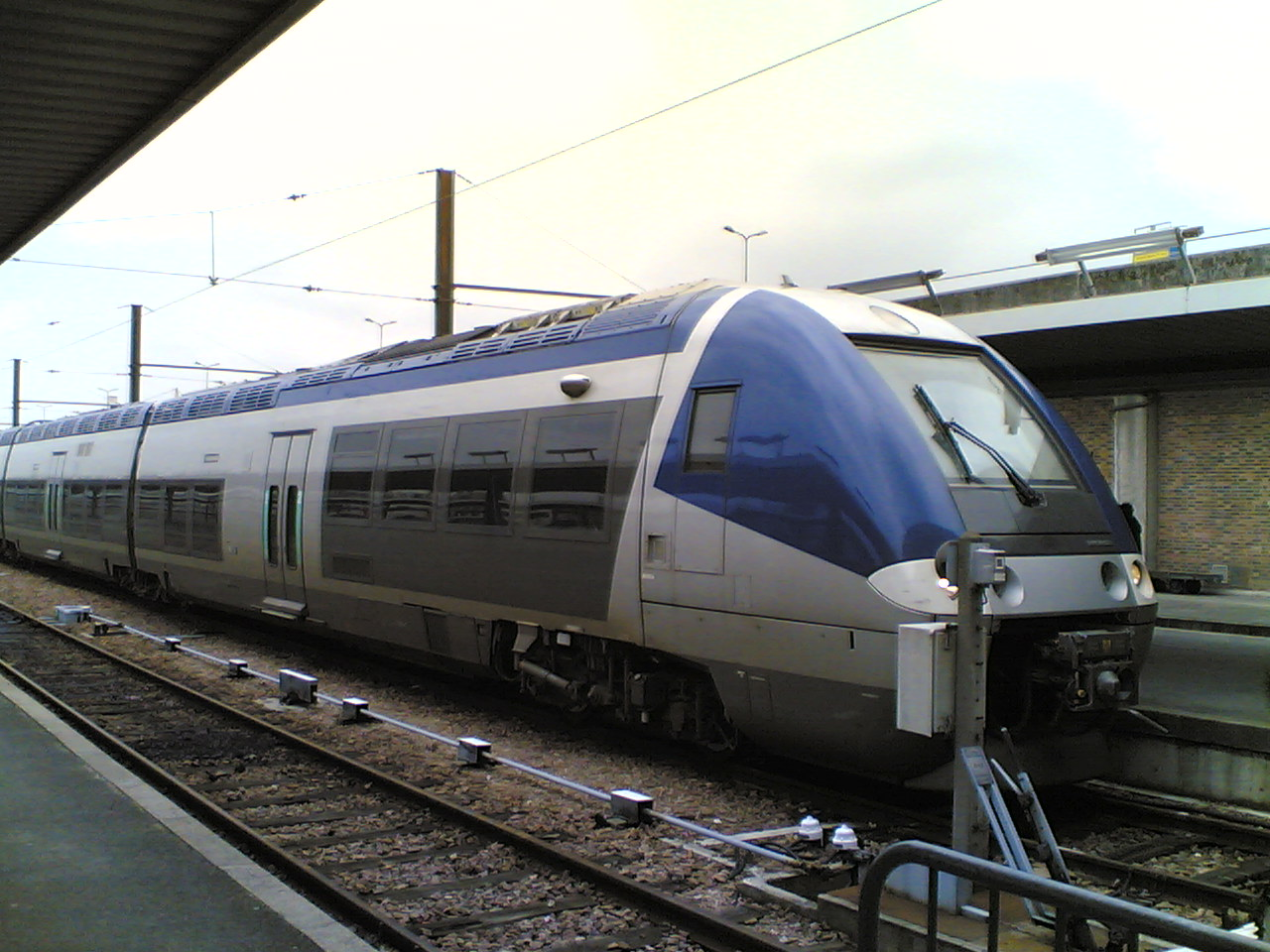
Ein BGC im Bahnhof Paris-Bercy
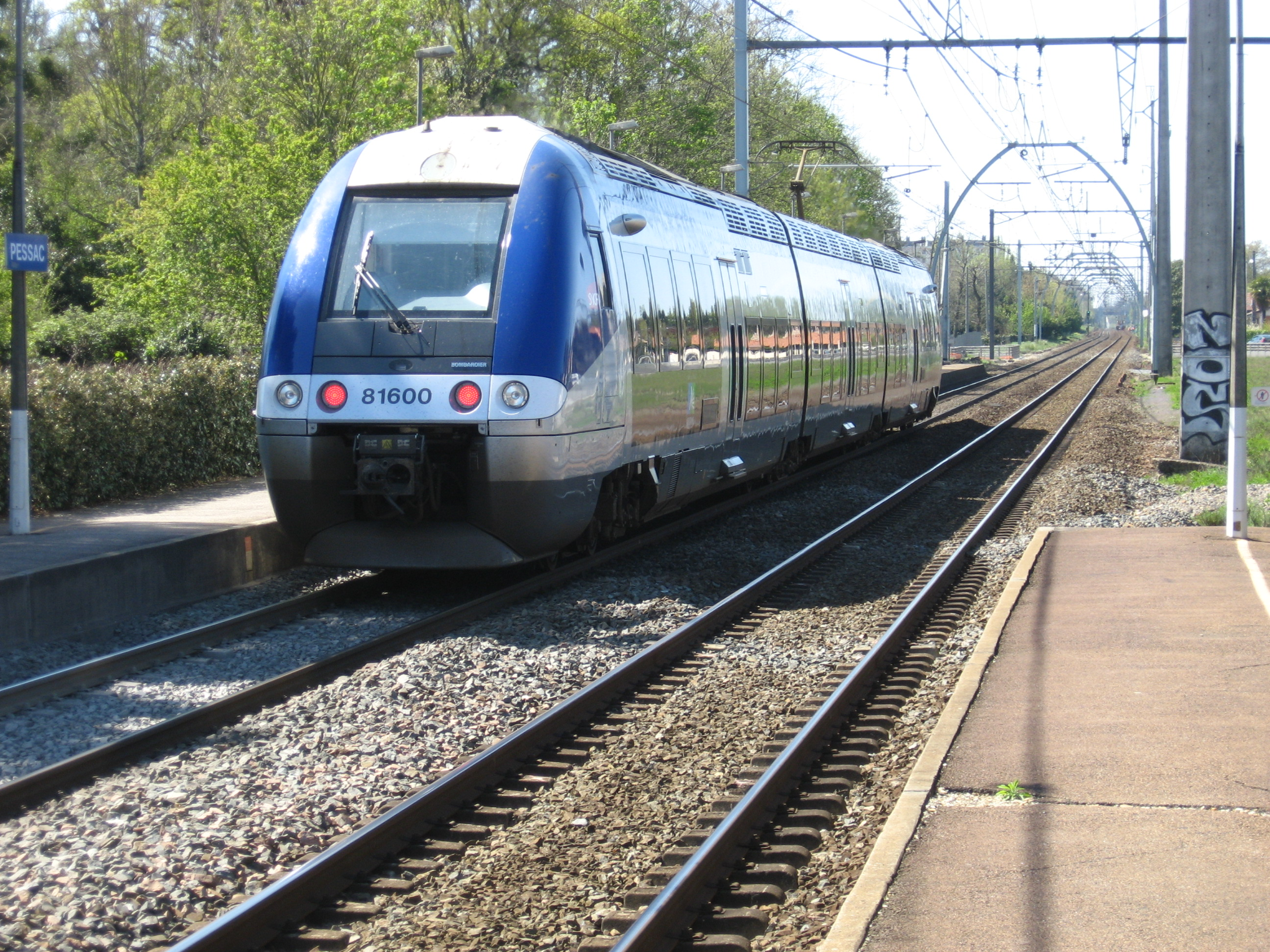
B 81600 im Bahnhof Pessac.
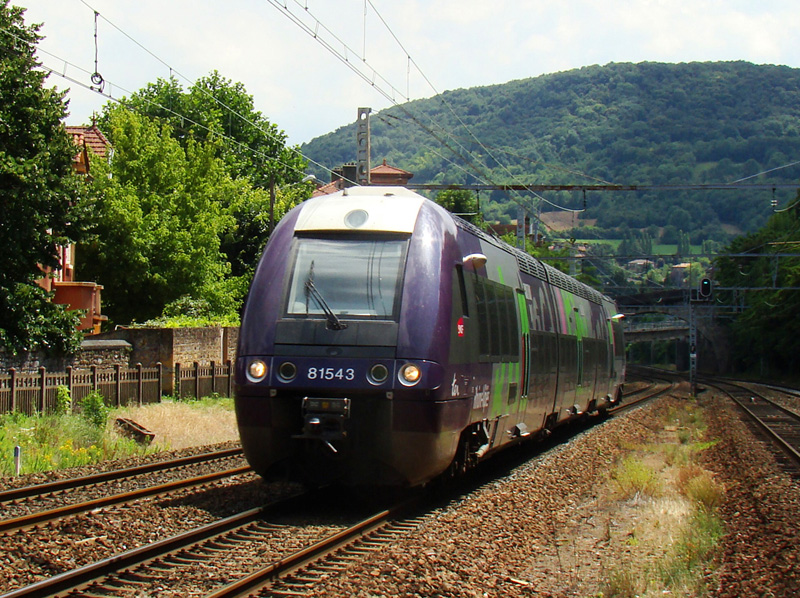
B 81543/81544 zwischen Lyon und Saint-Germain.
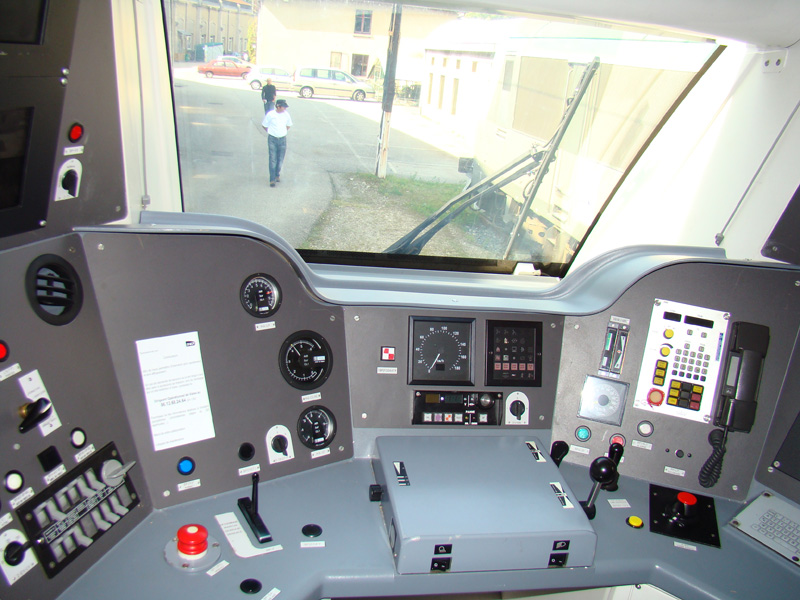
Führerstand.
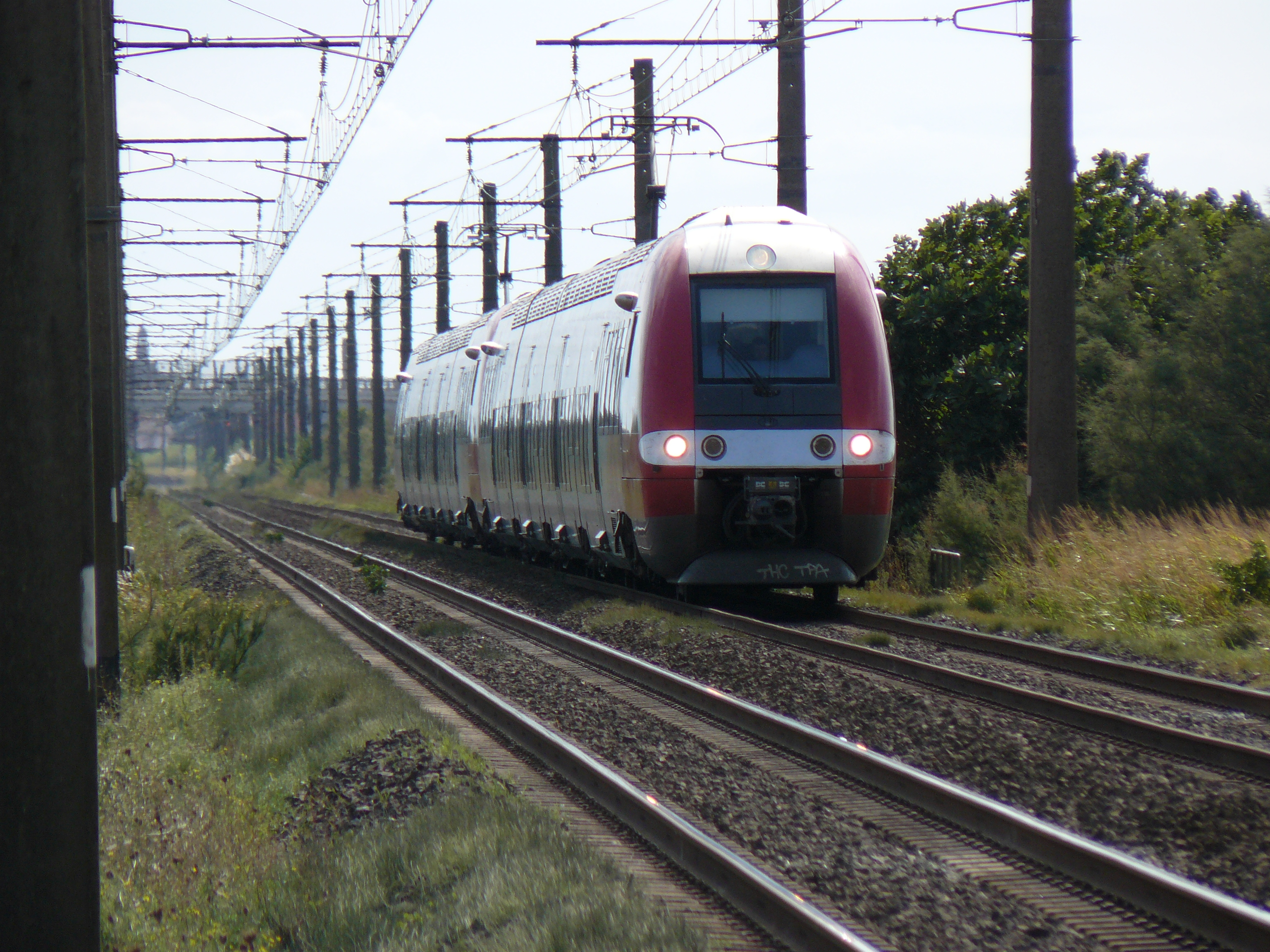
Ein BGC im Design der Region Languedoc-Roussillon